# Удо Гайльманн
Удо Гайльманн (нім. Udo Heilmann; 4 березня 1913, Кіль — 20 листопада 1970, Мюнстер) — німецький офіцер-підводник, корветтен-капітан крігсмаріне. Кавалер Німецького хреста в золоті.

## Біографія
В 1933 році вступив на флот. З червня 1937 по жовтень 1939 року — 1-й вахтовий офіцер підводного човна U-18. З 30 листопада 1939 по 21 серпня 1940 року — командир U-24, на якому здійснив 4 походи (разом 51 день в морі), з 28 вересня 1940 по травень 1942 року — U-97, на якому здійснив 9 походів (разом 240 днів у морі). З червня 1942 року — торпедний інструктор 26-ї флотилії. З березня 1943 року — навчальний консультант командувача підводним флотом.
Всього за час бойових дій потопив 11 кораблів загальною водотоннажністю 57 089 тонн і пошкодив 1 корабель водотоннажністю 9718 тонн.
| Дата            | Назва корабля             | Тип                       | Тоннаж | Вантаж                    | Екіпаж         | Загинули | Країна             | Конвой    |
| --------------- | ------------------------- | ------------------------- | ------ | ------------------------- | -------------- | -------- | ------------------ | --------- |
| 24 лютого 1941  | Jonathan Holt             | Торговий пароплав         | 4,973  | Генеральний вантаж        | 57             | 51       | Британська імперія | OB-289    |
| 24 лютого 1941  | Mansepool                 | Торговий пароплав         | 4,894  | Баласт                    | 41             | 2        | Британська імперія | OB-289    |
| 24 лютого 1941  | British Gunner            | Паровий танкер            | 6,894  | Баласт                    | 44             | 3        | Британська імперія | OB-289    |
| 24 лютого 1941  | G.C. Brøvig (пошкоджений) | Тепловий танкер           | 9,718  | Баласт                    | ?              | ?        | Норвегія           | OB-289    |
| 23 березня 1941 | Chama                     | Тепловий танкер           | 8,077  | Баласт                    | 59             | 59       | Британська імперія | OG-56     |
| 24 березня 1941 | Hørda                     | Торговий пароплав         | 4,301  |                           | 30             | 30       | Норвегія           | OG-56     |
| 4 квітня 1941   | Conus                     | Тепловий танкер           | 8,132  | Баласт                    | 59             | 59       | Британська імперія | OB-304    |
| 6 травня 1941   | HMS Camito (F77)          | Океанське доглядове судно | 6,833  |                           | ?              | 28       | Британська імперія |           |
| 6 травня 1941   | Sangro                    | Паровий танкер            | 6,466  | Нафта і мастило           | ? (8 вцілілих) | ?        | Королівство Італія |           |
| 8 травня 1941   | Ramillies                 | Торговий пароплав         | 4,553  | 3074 тонни коксу          | 41             | 29       | Британська імперія | OB-317    |
| 17 жовтня 1941  | Samos                     | Торговий пароплав         | 1,208  | Державні товари           | 34             | 31       | Королівство Греція | Cultivate |
| 17 жовтня 1941  | Pass of Balmaha           | Паровий танкер            | 758    | Авіаційне паливо і бензин | 20             | 20       | Британська імперія | Cultivate |

## Звання
- Фенріх-цур-зее (1 липня 1934)
- Лейтенант-цур-зее (1 жовтня 1936)
- Оберлейтенант-цур-зее (1 червня 1938)
- Капітан-лейтенант (1 лютого 1941)
- Корветтен-капітан (1 квітня 1945)

## Нагороди
- Медаль «За вислугу років у Вермахті» 4-го класу (4 роки)
- Залізний хрест 2-го і 1-го класу
- Нагрудний знак підводника
- Німецький хрест в золоті (6 серпня 1942)